# Campeonato de España de Ciclismo en Ruta 1961
El LX Campeonato de España de Ciclismo en Ruta se disputó en Madrid el 23 de julio de 1961 en formato de contrarreloj.   
El ganador fue Antonio Suárez que se impuso tanto en la prueba de contrarreloj. Jesús Loroño y Federico Martín Bahamontes completaron el podio. 

## Clasificación final
| Pos. | Ciclista                   | Equipo   | Tiempo    |
| ---- | -------------------------- | -------- | --------- |
| 1.   | Antonio Suárez             | Faema    | 2h 26'47" |
| 2.   | Jesús Loroño               | Ferrys   | a 2'44"   |
| 3.   | Federico Martín Bahamontes | Faema    | a 3'11"   |
| 4.   | Fernando Manzaneque        | Licor 43 | a 6'45"   |
| 5.   | Juan Campillo              | Kas      | a 7'45"   |
| 6.   | Salvador Botella           | Faema    | a 8'03"   |
| 7.   | Antón Barrutia             | Catigene | a 8'48"   |
| 8.   | Jesús Galdeano             | Faema    | a 8'51"   |
| 9.   | José Herrero Berrendero    | Faema    | a 9'53"   |
| 10.  | Antonio Jiménez Quiles     | Kas      | a 10'07"  |